# Миос-Хормос
Миос-Хормос (греч. Μυὸς Ὅρμος, в переводе «убежище мыши») — древний город-порт, располагавшийся на красноморском побережье современного Египта, на месте современного поселения Кусейр аль-Куадим («Старый Кусейр»), в восьми километрах к северу от современного города Эль-Кусейр.

## История
Миос Хормос, основанный Птолемеями примерно в III веке до нашей эры, вместе с более южной Береникой был одним из двух основных портов римского Египта, через которые шла торговля с Индией, Африкой и Китаем.
Среди основных направлений, куда отплывали корабли из Миос-Хормоса, — дельта Инда, загадочный Музирис и полуостров Катхиавар в Индии. Прибрежная торговля из Миос Хормос и Береники вдоль побережья Индийского океана описана в анонимном справочнике I века нашей эры Перипл Эритрейского моря.
Это был один из главных торговых центров на Красном море. Другим важным эллинистическим портом на Красном море была Арсиноя. Миос Хормос был связан с Нилом и Мемфисом римской дорогой, построенной в I веке. 
Согласно Страбону (II.5.12), ко времени Октавиана Августа ежегодно из Миос-Хормоса в Индию отправлялось до 120 кораблей:
Во всяком случае, когда Гай Галл был префектом Египта, я сопровождал его и поднялся по Нилу до Сиены и границ Эфиопии, и я узнал, что целых сто двадцать судов плыли из Миос Хормоса в Индию, тогда как раньше, при Птолемеях, лишь очень немногие отваживались предпринимать путешествие и продолжить торговлю индийскими товарами.
Strabo II.5.12. 
После IV века город начал приходить в упадок из-за кризиса в Римской империи. После мусульманских завоеваний в VII веке морская торговля c Индией сошла на нет.
Только в XVII веке порт снова стал приобретать определённое значение, в основном из-за удобного пути мусульманских паломников из Каира в Мекку. 
Место расположения древнего города долгое время оставалось предметом споров, пока раскопки Дэвида Пикока и Люси Блю из Саутгемптонского университета не установили, что это был древний предшественник Кусейра.